# Опасне девојке
Опасне девојке (енгл. Mean Girls) амерички је тинејџерски и хумористички филм из 2004. године у режији Марка Вотерса, по сценарију Тине Феј. Главне улоге глуме Линдси Лохан, Рејчел Макадамс, Лејси Шабер, Аманда Сајфред, Тим Медоуз, Ана Гастајер, Ејми Полер и Фејова. Делимично се темељи на  књизи Queen Bees and Wannabesсамопомоћи Queen Bees and Wannabes књижевнице Розалинд Вајзман, која описује женске друштвене клике у средњим школама, школско малтретирање и штетне ефекте које они могу имати на ученике. Фејова је такође црпила инспирацију из сопственог искуства у Средњој школи Апер дарби за неке концепте у филму. Радња се усредсређује на наивну тинејџерку која се креће кроз друштвену хијерархију модерне средње школе у САД, након што су је родитељи годинама школовали код куће док су спроводили истраживање у Африци.
Филм је продуцирао Лорн Мајклс, аутор емисије Уживо суботом увече. Тина Феј, сценаристкиња и глумица у филму, била је дугогодишњи члан глумачке поставе и сценаристкиња за Уживо суботом увече. Иако постављена у Еванстону, предграђу Чикага, филм је углавном сниман у Торонту. Сниман је од септембра до новембра 2003. Друга је сарадња Лоханове са редитељем Вотерсом, након филма Шашави петак, који је приказан годину дана раније.
Премијерно је приказан 19. априла 2004. године, а зарадио је 130 милиона долара широм света и стекао статус култног филма. Добио је позитивне критике, док су критичари посебно похвалили режију, сценарио, хумор и глумачку поставу. Лоханова је освојила неколико награда, укључујући три Награде по избору тинејџера и три МТВ филмске награде. Наставак направљен за телевизију, Опасне девојке 2, премијерно је приказан 23. јануара 2011. за ABC Family. Мјузикл је премијерно приказан у марту 2018. на Бродвеју, док је у јануару 2024. приказан филм настао по мјузиклу — Опасне девојке: Мјузикл.

## Радња
Шеснаестогодишњакиња Кејди Херон, школована код куће, и њени родитељи зоолози, Бетси и Чип Херон, враћају се у Сједињене Државе након дванаестогодишњег истраживачког путовања у Африци, настанивши се у Еванстону. Првог дана похађања школе, Норт шор, Кејди покушава да стекне нове пријатеље, али без успеха. Следећег дана упознаје и спријатељи се са Џенис Ијан и Дејмијаном Лијем. Образују Кејди о разним кликама школе и упозоравају је да избегава најпопуларнију и најзлогласнију, „пластичарке”, коју води лепа и манипулативна матица Реџина Џорџ, а укључује несигурне, али богате Гречен Винерс и слатку, али затамњену Карен Смит. Пластичарке се интересују за Кејди након што су је одбранили од сексистичког колеге из разреда и позивају је да седи с њима на ручку. Након што је сазнала за позив, Џенис тражи од Кејди да се спријатељи с њима и да их шпијунира за њу.
Кејди убрзо сазнаје за „пљувотеку”, бележницу коју су пластичарке направиле и која је испуњена ужасним гласинама, тајнама и увредама у вези са другим девојкама и неким наставницима у школи. Користећи књигу, Џенис смишља план како да врати Реџини, али Кејди је невољна, мислећи да је Реџина добра пријатељица. Кејди привлачи Реџинин бивши дечко, Арон Самјуелс, и намерно пада из математике, предмету за који је надарена, како би имала изговор да разговара с њим. Реџина сазнаје да је Кејди заљубљена у Арона и љубоморно га украде на забави за Ноћ вештица љубећи га испред Кејди. То подстиче Кејди да се у потпуности посвети Џенисином плану да пресече Реџинине „ресурсе”: укључујући раскид Реџине и Арона, подвођење Реџине да једе „шведске нутриционистичке плочице” од којих се заправо дебља и окретање Реџининих другарица пластичарски против ње. У том процесу, Кејди се нехотице преобликује у Реџинину слику, постајући злобна и површна, и напушта Џенис и Дејмијана.
Када је Реџина коначно упозната са Кејдином издајом, она јој узвраћа ширењем садржаја пљувотеке по целој школи, брзо подстичући масовне друштвено мотивисане туче по ходницима. Да би избегла сумњу, Реџина убацује лажну клевету о себи како би окривила Кејди, Гречен и Карен – једине женске ученице које се не спомињу у књизи. Карен убеђује директора школе Рона Дувала да оне нису написале књигу, који убрзо угушује борбе и окупља све млађе девојке у гимназији. Професорка математике госпођа Норбери тера девојке да се суоче са начинима на које се све понашају једна према другој и извињавају се једна другој и наставницима; план успева, пошто се пријатељства поново обнављају. Кад дође Џенисин ред, она пркоси Норберијевој, признајући свој план да уништи Реџину уз Кејдину помоћ и отворено се руга Реџини, црпећи похвале од осталих ученика које је Реџина малтретирала. Док је Кејди прати, Реџина изјури из школе и удара је школски аутобус, поломивши јој кичму, а гласине се шире да је Кејди гурнула Реџину испред аутобуса.
Избегавана од својих вршњака и кажљена од родитеља, Кејди сноси пуну кривицу за пљувотеку. Након што се искупила Реџини, придружује се математичарима у финалу државног шампионата да би надокнадила тестове из математике које није успела. Кејди тачно одговори на продужетак и они освајају шампионат за школу. На пролећном плесу, Реџинин нови дечко, Шејн Оман, изабран је за краља, док је Кејди изабрана за краљицу. На крају, Кејди изјављује да су сви њени школски другови на свој начин дивни, ломи пластичну тијару и дели делове осталим девојкама из гомиле. Затим се помири са Џенис, Дејмијаном и Ароном и постигне примирје са пластичаркама.
Пластичарке се распадају током летњег распуста: Реџина се придружује тиму за лакрос како би се изборила са својим бесом, Карен постаје школски извештач о времену, а Гречен се придружује клики „кул азијци”. Арон завршава средњу школу и похађа универзитет Нортвестерн док успоставља везу са Кејди, која га посећује током викенда. Џенис почиње да се забавља са математичарем Кевином Гнапуром, којег у почетку није волела. Док Кејди размишља о друштвеном миру који је завладао средњом школом Норт шор, појавила се група нових пластичарски и Кејди замишља да их удара аутобус као и Реџину.

## Улоге
| Глумац           | Улога           |
| ---------------- | --------------- |
| Линдси Лохан     | Кејди Херон     |
| Рејчел Макадамс  | Реџина Џорџ     |
| Лејси Шабер      | Гречен Винерс   |
| Аманда Сајфред   | Карен Смит      |
| Лизи Каплан      | Џенис Ијан      |
| Данијел Францезе | Дејмијан Ли     |
| Џонатан Бенет    | Арон Самјуелс   |
| Раџив Сурендра   | Кевин Гнапур    |
| Тина Феј         | Шерон Норбери   |
| Тим Медоуз       | Рон Дувал       |
| Ејми Полер       | Џун Џорџ        |
| Ана Гастајер     | Бетси Херон     |
| Нил Флин         | Чип Херон       |
| Данијел Десанто  | Џејсон          |
| Дијего Клатенхоф | Шејн Оман       |
| Алиша Морисон    | Леа Едвардс     |
| Џулија Чантреј   | Амбер Далесијо  |
| Двејн Хил        | тренер Кар      |
| Џонатан Мален    | Кристенин дечко |
| Никол Крими      | Кајл Џорџ       |